# Воднікув-Гурни
Воднікув-Гурни (пол. Wodników Górny, нім. Ober-Wiesenthal) — село в Польщі, у гміні Мілич Мілицького повіту Нижньосілезького воєводства.
Населення — 146 осіб (2011).
У 1975-1998 роках село належало до Вроцлавського воєводства.

## Демографія
Демографічна структура станом на 31 березня 2011 року:
|          | Загалом | Допрацездатний вік | Працездатний вік | Постпрацездатний вік |
| -------- | ------- | ------------------ | ---------------- | -------------------- |
| Чоловіки | 81      | 26                 | 49               | 6                    |
| Жінки    | 65      | 13                 | 41               | 11                   |
| Разом    | 146     | 39                 | 90               | 17                   |